# Dissertation
La dissertation, ou développement construit aussi parfois appelée composition, est un exercice d'argumentation et de réflexion traditionnellement organisé en trois parties, parfois en deux parties selon les disciplines et les formations, qui retrace le cheminement d'une pensée d'une introduction à une conclusion, le plus souvent à l'appui de références académiques propres à la culture légitime.
La dissertation résout une problématique, sauf parfois en histoire où elle répond à un questionnement historique davantage chronologique. Elle est pratiquée dans les établissements scolaires français, que ce soit au collège, au lycée (dans les séries préparant au bac général), en classes préparatoire, à l'université (dans les départements de lettres et de sciences humaines) ou dans certaines grandes écoles (ENS, IEP, etc.).
Elle est la base des grands concours de l'enseignement dans les matières littéraires et dans les sciences économiques et sociales, au chef desquels le concours d'entrée aux Ecoles normales supérieures, le CAPES et l'agrégation, aussi bien à l'écrit que dans leur équivalent oral, ainsi qu'au concours général. Elle est traditionnellement l'exercice le plus prestigieux, notamment en lettres et en philosophie.

## Méthodologie

### Buts et raisons
La dissertation est un exercice académique de réflexion qui permet de formaliser le cheminement d'une pensée, d'une question, d'une notion (notamment en philosophie) ou d'une citation (notamment en lettres) originaire à une conclusion. Une argumentation logique doit rigoureusement suivre un fil directeur. La dissertation exige d'être nourrie par les connaissances de l'élève (concepts, auteurs, œuvres, exemples et illustrations). Elle s'oppose par conséquent à la récitation par cœur ainsi qu'à la pure invention.
Le format de la dissertation est applicable à une multiplicité de disciplines. Les règles changeront donc selon les disciplines : une dissertation de littérature comparée doit s'appuyer sur des exemples issus de la littérature, et suit généralement une logique de dépassement, tandis qu'une dissertation d'histoire peut être organisée selon un plan chronologique ou thématique. Une dissertation de géographie peut être bâtie autour d'un plan typologique également, en variant les échelles. Une dissertation de droit est nécessairement structurée en deux parties, et ne dispose pas d'une conclusion.
Sous les républiques, la dissertation est considérée, à l'inverse de l'écriture de discours, comme un exercice aux vertus démocratiques et républicaines, en ce qu'il permet d'organiser sa pensée et de démêler le vrai du faux.

### Choix des sujets

#### Lycée et Baccalauréat
La question du choix des sujets se pose d'abord au professeur qui doit préparer les énoncés, puis à l'élève ou au candidat au tout début de l'épreuve.
Pour l'épreuve du bac passé en terminale lors des sessions 2005 à 2012 comme pour l'épreuve anticipée passée en première à partir de la session 2012, il y a deux sujets au choix du candidat. Les textes officiels limitent le nombre de sujets possibles aux grands thèmes du programme :

« En histoire comme en géographie, des éléments peuvent être éventuellement fournis pour aider le candidat (chronologie, données statistiques, indications spatiales...). Les sujets portent sur un ou plusieurs thèmes ou ensembles géographiques du programme. En histoire, les sujets doivent privilégier une période large mais ils peuvent porter aussi sur un tableau à un moment de l’évolution historique. Si un sujet ne portant que sur les dix dernières années est exclu, des sujets envisageant une période plus large, allant jusqu’à nos jours, sont possibles »

— Note de service de 2004 définissant l'épreuve d'histoire et de géographie du bac ES, L et S
.

« La formulation du sujet peut prendre des formes diverses : reprise (partielle ou totale) d'un intitulé du programme, question ou affirmation, problématique explicite ou non ; elle peut être brève ou plus détaillée. »

— Note de service de 2010 définissant l'épreuve anticipée d'histoire et de géographie du bac S
Certains professeurs de classes préparatoires estiment cependant que la dissertation au lycée a tendance à laisser la place à une réponse organisée à une problématique prémâchée, et qu'elle y favorise ainsi plus la restitution des connaissances que la réflexion, contrairement à ce qui a cours dans le supérieur.

### Choix des axes
Pour un sujet donné, il y a rarement une seule problématique et un seul plan corrects, mais bien plusieurs. Une bonne problématique et un bon plan sont ceux qui couvrent « le sujet, tout le sujet, rien que le sujet », pour éviter les oublis et les hors-sujets.
En histoire, les différents types de plans pour une composition sont les plans chronologiques le plus souvent, notamment lorsque la période couverte par le sujet est longue (les parties correspondent à des périodes), les plans thématiques (les parties correspondent à des thèmes), les plans chrono-thématiques (parties chronologiques et sous-parties thématiques, ou l'inverse).
En géographie, tout ce qui est chronologique est remplacé par l'étude spatiale (on n'étudie pas le temps, mais les territoires), les différentes parties pouvant correspondre aux échelles géographiques (échelles mondiale, nationale et locale par exemple).

### Structure générale
La dissertation commence par une introduction, qui, sans être trop longue, doit exposer et contextualiser le sujet. Elle doit permettre de l'éclairer, de le reformuler et de la problématiser. Si elle n'est généralement qu'en un unique paragraphe, elle couvre cinq mouvements, même si la variabilité selon la matière et le niveau de l'élève varie. Ainsi, la rigueur et l'élégance sont des exigences bien moindres au niveau du baccalauréat.
- une accroche, une entrée en matière (éventuellement une citation) où le sujet est amené
- la reprise du sujet
- une explication de la dimension du sujet, c'est-à-dire ses enjeux et ses limites, et donc d'une problématisation
- l'annonce de la problématique choisie
- l'annonce du plan. L'accroche est elle-même subdivisée en deux parties : l'énoncé d'un fait (ou une citation), et, immédiatement après, une explicitation du lien entre l'énoncé (ou la citation) et le sujet[6]. L'annonce de plan permet au lecteur de connaître immédiatement le cheminement que suivra l'auteur dans la dissertation. Elle est constituée d'une, deux ou trois phrases qui rendent compte de la structure du raisonnement[7].

En philosophie, le cheminement est différent : il s'agit non pas d'aboutir à une seule problématique, mais de construire une réflexion qui pose les jalons, les limites de la réflexion, tout en clarifiant l'itinéraire de pensée, et qui se matérialise souvent par plusieurs questions interconnectées logiquement.
Le corps de la dissertation se compose généralement de deux ou trois parties, l'idéal, sauf en droit ainsi que dans les IEP. Chaque partie doit être introduite. La sous-partie commence par la présentation de l'argument, puis une explication, illustrée d'un exemple, repris dans une déduction. Chaque partie s'achève sur une conclusion partielle et une transition problématique. Le formalisme des sous-parties est souvent caché à des fins d'élégance, notamment au niveau des concours de l'ENS et de l'agrégation.
La conclusion termine la composition avec deux éléments, l'ensemble étant de taille approximativement équivalente à celle de l'introduction :
- d'une part un bilan, une synthèse, un résumé qui répond à la problématique donnée dans l'introduction ;
- d'autre part une « ouverture » c'est-à-dire une nouvelle problématique liée au sujet qui vient d'être traité. Une ouverture en géographie correspond à un changement d'échelle pour poursuivre le sujet ; une ouverture en histoire correspond aux suites chronologiques du sujet ou à des considérations mémorielles, tout en veillant à ne pas anticiper. L'ouverture peut également, en philosophie, souligner des pistes de prolongement de la réflexion.

La rédaction se fait directement au propre, à l'exception de l'introduction, des transitions et de la conclusion où un brouillon est préférable.

### Concours d'entrée des ENS et agrégations
Il s'agit des dissertations les plus exigeantes, requérant une maîtrise in extenso des oeuvres citées et où l'esprit de finesse, comme l'esprit de géométrie, pour citer Pascal, sont requis. Il faut en la matière disitinguer les dissertations sur oeuvre au programme et les dissertations hors programmes, qui concernent pour ces dernières, certaines agrégations, certaines spécialités du concours AL de l'ENS, ainsi que toutes les matières du concours BL de l'ENS.

### IEP
Les IEP ont développé leur propre méthodologie de dissertation, inspirée de la dissertation en droit, et dotées cependant que de deux parties, ce qui empêche de formuler un dépassement dans une troisième partie.

### Dissertations orales
Dans les concours académiques les plus prestigieux, tels que les concours de l'ENS et de l'agrégation, les épreuves littéraires orales donnent souvent lieu à des commentaires ou des dissertations, alors appelées leçons. Elles suivent la même méthodologie, si ce n'est que, oral oblige, la rupture entre les sous-parties n'est pas clairement visible, et qu'il est toléré d'être plus lourd dans les transitions, dans la mesure où elles ne peuvent être matériellement distinguées. Il ne s'agit nullement d'un entretien déguisé, comme dans le cas du grand oral de l'ex-ENA.

### Notation
Chaque enseignant est libre de choisir sa méthode de notation. Pour la correction de l'épreuve écrite du baccalauréat, un document ayant pour titre Orientations pour la correction est distribué à chaque correcteur, leur fournissant des « consignes et indications de correction » ; ces consignes sont avant tout des extraits des différents textes encadrant l'épreuve :

#### Concours de l'ENS
La notation couvre désormais l'ensemble de l'éventail de notes, là où traditionnellement, les notes étaient pour la plupart inférieures à 10, et avec un très faible écart-type, contrairement aux matières scientifiques.

#### Baccalauréat
Lors de la remise des copies corrigées par les correcteurs, l'établissement servant de centre d'examen leur fait compléter un tableau représentant la répartition des différentes notes : le plus souvent ce tableau de notes représente une courbe de Gauss.

« Rappel des consignes données aux correcteurs pour l’évaluation de la composition. Dans la composition, le correcteur évalue :

– la compréhension du sujet ;

– la maîtrise des connaissances privilégiant les approches synthétiques et les notions centrales des programmes ;

– la capacité à organiser un plan ou une démonstration autour de quelques axes, répondant au questionnement initial ;

– la pertinence des exemples d’appui et des productions graphiques (schémas, etc.), ces dernières seront valorisées dans la notation ;

– la maîtrise de l’expression écrite. »

— Texte d'orientation de l'Inspection générale d'histoire et de géographie de décembre 2006.
Toute note est forcément relative, selon les exigences du professeur, mais aussi selon le niveau de la classe (d'où l'importance de la moyenne de classe) et de l'établissement. Selon le correcteur, les erreurs d'orthographe ou de grammaire (plus rarement de typographie), la mise en page, le soin, le style ou la calligraphie seront ou non pris en compte dans la notation. Un usage au baccalauréat est de se limiter à quatre points sur vingt retirés pour ces questions de forme.
Enfin, aucune note est « juste » : les expériences de multicorrection montrent des écarts de notes souvent importants pour un même devoir selon le correcteur,,. Ces écarts sont censés être corrigés par la concertation entre les professeurs ainsi que par les commissions d'harmonisation au moment de l'examen.

## Histoire

### De ladisputatioà ladissertatio
La dissertation trouve son origine dans la mutation d'un exercice académique médiéval appelé disputatio. Débat rhétorique oral sur les auteurs, il amenait les étudiants et les érudits à construire une réflexion en plusieurs temps afin de résoudre une question imposée.
La dissertation en latin apparaît au XVIIe siècle et remplace progressivement dans les universités l'ancienne disputatio. Elle est fortement liée à la culture humaniste qui modèle la pensée occidentale à la Renaissance. Utilisée par René Descartes, elle devient rapidement le symbole du cartésianisme et de la rigueur de la pensée. Beaumarchais identifie la dissertation à l'esprit français, en mentionnant le « défaut reproché trop justement à nos Français, de toujours faire de petites chansons sur les grandes affaires, et de grandes dissertations sur les petites ».

### Intégration au programme scolaire républicain
La dissertation est popularisée dans le système éducatif français par les jésuites, qui en font un des piliers de leur enseignement. L'influence académique des jésuites, ainsi que l'adoption du format de la dissertation par de nombreux philosophes, fait que la dissertation philosophique est introduite dans les lycées sous le Second Empire, en 1864. Elle s'étend à partir de ce moment aux disciplines connexes.
La Troisième République est l'occasion, en France, de vastes réformes éducatives. Jusqu'en 1885, le principal exercice de français est le discours, qui fait la part belle à l'oralité, mais qui néglige l'aspect écrit. En 1885, la réforme Gustave Lanson supprime l'enseignement de la rhétorique, faisant de la dissertation et du commentaire de texte les deux modalités principales d'organisation de la pensée dans les lycées.
Le genre de la dissertation s'impose dans l'enseignement en France vers 1955 et reste encore aujourd'hui l'exercice de base des khâgnes (classes préparatoires littéraires A/L et B/L), des "épiciers" (classes préparatoires aux écoles de commerce, principalement en ECE et ECS), des concours de l'ENS, du CAPES, de l'agrégation, etc.

## Place institutionnelle

### La dissertation dans le secondaire
Dans la continuation des cours de rhétorique de l'Antiquité, la dissertation, ainsi que le commentaire de texte, font partie des exercices phares du baccalauréat. Ils sont notamment proposés à l'épreuve écrite de français du baccalauréat français de Première.
Il est également proposé à l'épreuve de philosophie du baccalauréat français en classe terminale : le candidat doit choisir entre deux sujets de dissertation et un sujet d'explication de texte. Il dispose de quatre heures pour le traiter. La dissertation est aussi proposée sous forme de sujet, accompagné de documents en terminale, en sciences économiques et sociales.
En histoire-géographie, l'exercice a changé plusieurs fois de nom : appelé dissertation avant 2012, il est renommé « composition » à partir de la réforme du lycée de 2012 pour la série S et en 2013 pour les séries ES et L, jusqu'à la session 2020 ; depuis, il a été remplacé par un exercice de « réponse à une question problématisée », plus court (une heure).
Enfin, dans l'enseignement de spécialité « histoire-géographie géopolitique sciences politiques » (HGGSP), l'épreuve prévue à la fin de la classe de première est appelée une composition, tandis que l'épreuve finale en terminale est qualifiée de dissertation.

### La dissertation dans le supérieur et la fonction publique
Au-delà du système secondaire, elle reste très employée dans le supérieur. La dissertation joue un rôle important dans les examens universitaires de premier et second cycles des facultés de lettres et sciences humaines, ainsi que dans les classes préparatoires aux grandes écoles, en particulier littéraires (concours des écoles normales supérieures) et commerciales.
Dans les filières scientifiques, la dissertation est un exercice particulièrement représenté pour les étudiants de Biologie ou de Géologie (plus particulièrement ceux se destinant aux concours de l'ENS Ulm, du CAPES et de l'agrégation). Elle peut alors se présenter sous la forme d'une question qui peut regrouper plusieurs thèmes transversaux de biologie animale, végétale, cellulaire, moléculaire…
Elle sert dans les concours de recrutement de la fonction publique (épreuve de culture générale) et reste prépondérante en particulier dans le recrutement national des professeurs titulaires du secondaire dans les matières littéraires (concours français du CAPES et de l'agrégation).

### La dissertation à l'étranger
Cet exercice est principalement en usage dans le monde francophone, et il joue un rôle prépondérant dans le secondaire et le recrutement de la fonction publique en France. En termes de fréquence d'utilisation dans le système éducatif, il peut se rapprocher du paper, la forme de rédaction la plus utilisée dans le monde anglophone. Le paper et la dissertation sont toutefois deux exercices très différents. La dissertation est considérée à l'étranger comme un exercice typiquement français.
Plusieurs pays, tels que le Sénégal et Haïti, ont adopté l'exercice de la dissertation. Raphaël Confiant écrit ainsi que « l'école haïtienne [a] hérité des deux exercices les plus prestigieux du système scolaire français : la dissertation et le commentaire de texte ».

## Débats et polémique

### Formalisme
Les critiques envers la dissertation touchent soit à son formalisme soit à l'organisation et à la visée de l'enseignement (purement philosophique, ou bien parfois général) qui prévaut en France.
C. Lévi-Strauss, dans Tristes Tropiques, chapitre VI « Comment on devient ethnographe », critique l'exercice de la dissertation comme trop systématique. Le plan type ferait croire, selon lui, « que tout problème, grave ou futile, peut être liquidé par l’application d’une méthode, toujours identique, qui consiste à opposer deux vues traditionnelles de la question ; à introduire la première par les justifications du sens commun, puis à les détruire au moyen de la seconde ; enfin à les renvoyer dos à dos grâce à une troisième qui révèle le caractère également partiel des deux autres ». Il décrit ainsi la dissertation de philosophie comme des « exercices verbaux, fondés sur un art du calembour qui prend la place de la réflexion » et une « gymnastique dont les dangers sont pourtant manifestes ».
Jacques Derrida critique lui aussi la dissertation aux concours, affirmant qu'elle consiste à « faire le singe » et user seulement de rhétorique. Pierre Hadot la rattache également à la rhétorique.
Marc-Olivier Strauss-Kahn défend la dissertation en écrivant qu'il s'agit non pas d'un « simple exercice scolaire » mais bien d'un travail exigeant des qualités nécessaires dans la vie : « pédagogie, organisation de la réflexion, illustration des idées, mobilisation de connaissances théoriques et, bien entendu, rigueur sur la forme ».

### Évaluation des auteurs
Michel Onfray écrit que la dissertation étant un exercice très exigeant, la baisse du niveau éducatif français affecte la dissertation plus que toute autre épreuve écrite du baccalauréat. Pierre Bourdieu montre que la dissertation est un exercice exigeant car il exige une très bonne connaissance du cours, ainsi que de bonnes capacités de rédaction.